# Gonçal
Gonzalo Perales Roy (Sants, Barcelona) és un músic, compositor, productor musical i director de cors. Després de 2006 ha compost i produït cinq àlbums sota el nom de Gonçal, i també ha compost música pel cinema i la televisió.
Els seus propis àlbums contenen sovint pastitxos de la música de The Beach Boys, The Beatles i Queen. Els àlbums Poble no identificat i Back to Catalonia van presentar el poble i la història catalans sota un estil paròdic i amb presentacions musicals a l'escena.

## Biografia
Gonzalo Perales és originari del barri Sants a Barcelona, i el seu pare va tocar el violí a l'Orquestra Simfònica de Barcelona. Més tard va estudiar a l'universitats de València i Ramon Llull, amb la producció musical com a objectiu.
Després va treballar amb diverses produccions, incloent per documentals a RTVE, TV3 i Arte. El 2004 va també iniciar la seva carrera com compositor de bandes originals, dels quals The Last Call 'El último tren al Rock'n'roll' i Space Men. La seva música per al curtmetratge Smiley (2009) va ser recompensada com Millor música original al festival de cinema de Sitges, i amb Big Red Sour Apple (2012) va rebre el mateix premi tres anys més tard.
Perales ha treballat com a músic als teclats i com a cantant per als grups Esferes, Pqliars, Croses, Flanagan i Queen Must Go On. Junts amb Gerard Sesé va compondre «Má en mà», el tema musical per a la Via Catalana (2013).
El 2006 va llançar el seu primer àlbum, sota el nom de Gonçal. Cançons hamburguesa fou un homenatge a The Beach Boys i del seu líder Brian Wilson, amb un estil musical mitjançant pop i rock simfònic. La seva portada presenta un pastitx de la portada de Pet Sounds. L'any següent va publicar el disc Sol, on la música presenten referències més generals a l'època Flower power.
Poble no identificat (2009) va elaborar entorn la temàtica sobre la identitat catalana. Aquí un cert «Francesc Macià» presenta un conte on un marcià viatja als Països Catalans, i amb un grapat de complicacions següents. Títols de cançons sobre el tema inclouen «N'hi ha que viatgen estrellats», «La dama d'Aragó» i «Sardana marciana». Una versió de la història va també ser produïda per l'escena.

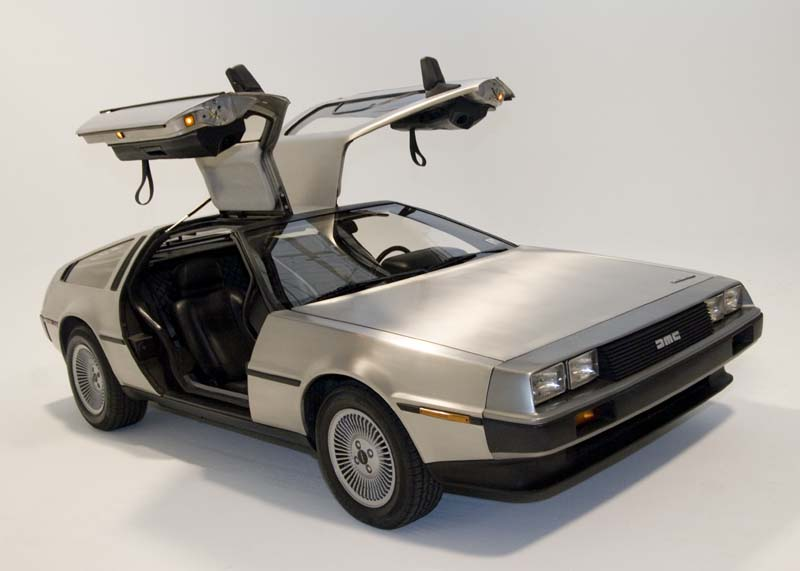
DMC DeLorean, utilitzat a Retorn al futur i a Back to Catalonia.

Perales i el projecte Gonçal van tornar al «tema català» dos anys més tard. Al mig del desenvolupament del «procés» va presentar un pastitx à la catalana de la pel·lícula americana Retorn al futur, amb Perales com un viatger al temps molt inspirat de l'original i seu Marty McFly (com «Martí Can Volador»). Per als viatges, del futur fins als diversos èpoques de la història catalana, utilitza un màquina del temps molt similar a un DMC DeLorean – tot com a l'original. Els episodis de la història es presenten a l'estil de Polònia i de Monty Python. Com a l'àlbum precedent Gonçal va muntar a l'escena amb una peça teatral del disc, amb Núria Feliu, Lluís Solver, Narcís Perich i Gerard Sesé com a actors.
A Back to Catalonia van trobar episodis sobre els romans, els Berenguers, Jaume Primer, els Almogàvers, la batalla de 1714 i el camí fins al present. Conté també diversos especulacions sobre el futur immediat, vist des de 2011. La cançó «El camí del referèndum» parla sobre un possible referèndum determinant al futur polític de Catalunya, amb violència i independència com a resultat.
El conjunt de Gonçal va tornar el 2017, després uns anys on Perales va treballar com compositor i músic de teatre. L'àlbum de Suite de suites va presentar Quatre Columnes i una carpa de circ, però en general la música tocava menys a l'actualitat política. El seu single destacat fou «Profe tinc pipí».

## Obra musical

### Com Gonçal
- Cançons hamburguesa (2006, autoedició)
- Sol (2007, autoedició)
- Poble no identificat (2009, Lurrex Productions – autoedició)
- Back to Catalonia (2011, Edicions Singulars)[14]
- Suite de suites (2017, Quimera Records)[15]

### Col·laboracions diverses
- 2004 – Wow! (Croses)[16]
- 2008 – La revetlla arriba quan vol (Rovell D'ou)
- 2009 – Que te vaya bien (Flanagan; als teclats)[15]
- 2009 – Sota la dutxa (amb Gerard Sesé)
- 2010 – Ajuda’m a canviar el món (amb Gerard Sesé)

### Música per al cinema i la televisió[17]
- 2004 – Entrelazos (curtmetratge)
- 2005 – Rim och El secreto de Lidia (curtmetratges)
- 2007 – La pesca perfecta (curtmetratge)
- 2008 – El fin de la espera (documental)
- 2011 – El Desayuno (curtmetratge)
- 2012 – Sumiller (curtmetratge), Big Red Sour Apple (curtmetratge; Premi SGAE Nova Autoria 2012 a la millor música original[18] a Sitges) i Gravity (curtmetratges)
- 2013 – Matches, Secretos, El amor a los 20 años, Extraordinaria, The Fallen i Bala perduda (curtmetratges)
- 2014 – La carrera (curtmetratge) i Griff nach der Weltherrschaft (sèrie de televisió)
- 2016 – The Equalizer (documental), Legado i Falsas esperanzas (curtmetratges)
- 2017 – Impulso i La habitación de las estrellas (curtmetratges)
- 2017–18 – The Last Call 'El último tren al Rock'n'roll' (sèrie de televisió)
- 2019 – Space Men (sèrie de televisió)